# 马渚镇
马渚镇，是中国浙江省宁波市余姚市下属的一个镇，位于余姚市西部。马渚镇总面积65.84平方公里，下辖18个行政村和3个居委会，全镇常住人口约5万人。

## 行政区划
下辖以下地区：
下叶社区、金马社区、东一社区、姚家村、渚山村、渚北村、大施巷村、云楼村、乐安湖村、四联村、斗门村、瑶街弄村、马槽头村、开元村、长泠江村、下沙畈村、大将桥村、沿山村、全佳桥村、菁江渡村和庙前村。